# No

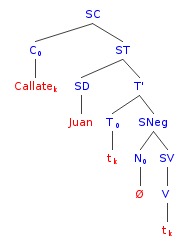
Análisis sintáctico de la oración "¡Cállate, Juan!" postulando un sintagma complementante donde cualquier elemento con la fuerza ilocutiva del imperativo debe desplazarse. En este caso se requieren dos movimientos. Las posiciones por las que pasa el elemento verbal "ascendido" se marcan como t_{k}.

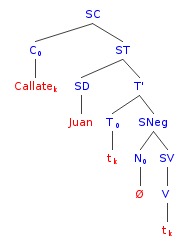
Los imperativos negativos en español no son posibles porque la forma de imperativo no puede "ascender" al sintagma complementante porque el núcleo "no" bloquea su movimiento.

No es un adverbio de negación español y de otras lenguas romances y también cuasiprefijo.

## Noen español

### La negación verbalno
Dentro de la gramática tradicional, no se clasifica como un adverbio de negación; sin embargo, su comportamiento morfosintáctico es más complejo que el de los adverbios convencionales. Por ejemplo, no es incompatible con algunas formas del verbo, como el imperativo:
(1a) ¡Cállate, por favor!
(1b) *¡No cállate, por favor! (se dice ¡No te calles, por favor!)
El comportamiento de (1b) es paralelo al comportamiento del complementador que en (2):
(2) *¡Que cállate! (se dice ¡Que te calles!)
Lo cual sugiere que, sintácticamente, la negación ocupa una posición fuera del sintagma verbal.
Algunos autores han analizado el no del español como un clítico preverbal que precede a los clíticos pronominales aduciendo la formación de preguntas para justificar que como clítico se desplaza con el verbo:
(Afirmación) Juan [no va a venir]
(Pregunta) ¿[No va a venir] Juan ?

### Cuasiprefijono-
Además, la partícula no en español es un cuasiprefijo cuando aparece en expresiones como los países no-alineados o los no-cristianos, pero dicho no debe considerarse un homófono del negador verbal (en otras lenguas romances los dos tipos de "no" se distinguen: francés ne/non, italiano non/no. El cuasiprefijo del español es cognado del francés non y el italiano no).

### Uso pragmático
Se suele usar esta negación verbal de manera irónica o sarcástica como respuesta a quien hace una pregunta fuera de lugar cuando se trata de un asunto muy obvio, por ejemplo:
(Estando en un quirófano):
— Doctor ¿estamos operando?
— ¡No, estamos jugando fútbol!